# Cicinho
Cícero João de Cézare, cunoscut mai mult ca Cicinho, (pronunție în portugheză [siˈsĩɲu]; n. 24 iunie 1980, Pradópolis, São Paulo, Brazilia), este un fotbalist brazilian, care în prezent evoluează în Super Lig la clubul Sivasspor.
El a reprezentat Brazilia la Campionatul Mondial de Fotbal 2006.

## Palmares
São Paulo
- Campeonato Paulista: 2005
- Copa Libertadores: 2005
- Campionatul Mondial al Cluburilor FIFA: 2005

Real Madrid
- La Liga: 2006-07

Roma
- Coppa Italia: 2008
- Supercoppa Italiana: 2007

Brazilia
- Cupa Confederațiilor FIFA: 2005